# Be (BTS)
Be è il nono album in studio del gruppo musicale sudcoreano BTS, pubblicato il 20 novembre 2020.

## Antefatti e pubblicazione
Dopo l'uscita del settimo album in studio Map of the Soul: 7 nel febbraio 2020, i BTS avevano pianificato un tour mondiale, ma, quando è stato annullato a causa dello scoppio della pandemia di COVID-19, hanno iniziato a lavorare su un nuovo disco. RM ne ha parlato per la prima volta il 17 aprile durante una diretta streaming sul loro canale ufficiale YouTube, informando che avrebbero condiviso anche diversi video sul suo processo preparatorio. Si tratta del primo album per cui i BTS hanno partecipato, oltre che alla scrittura delle canzoni, anche alla pianificazione del concept e del design, e ciascun membro si è assunto il compito di project manager in un determinato ambito. Jimin si è occupato dell'A&R, organizzando l'opera e agendo da tramite tra il gruppo e l'etichetta, mentre Suga, Jin e J-Hope del coordinamento della produzione insieme a Jung Kook, che ha pensato anche alla regia e alle riprese del video musicale. V e RM hanno curato la parte grafica e il design.
I BTS e i compositori della Big Hit hanno sottoposto le canzoni che avevano scritto a metà giugno, e l'album è stato terminato verso la fine di settembre. La data di uscita e il titolo, Be, sono stati annunciati il 28 settembre su Twitter, alcune ore prima dell'apertura dei pre-ordini dell'edizione deluxe. Un secondo tweet del 31 ottobre ha reso pubblico il titolo del singolo apripista, Life Goes On, mentre l'11 novembre è uscita la tracklist. Il 19 febbraio 2021 è stata pubblicata l'edizione Essential, avente le medesime canzoni, ma componenti ed elementi grafici diversi.

## Descrizione
Intervistati da Teen Vogue in occasione dell'uscita del singolo Dynamite a fine agosto, i BTS hanno dichiarato che "l'aumento della partecipazione diretta al processo di creazione dell'album ci ha permesso di esplorare più aspetti della nostra musica e della nostra creatività". Secondo il comunicato stampa che ha accompagnato l'annuncio della pubblicazione, Be contiene "la musica più 'da BTS' di sempre". Jin l'ha descritto come "una pagina del nostro diario dei tempi in cui stiamo vivendo", con il titolo che rimanda all'atto di "essere", mentre Jimin ha spiegato che "riflette le emozioni che abbiamo provato in questo periodo senza precedenti".
L'album prosegue il messaggio di Map of the Soul: 7 sul continuare a vivere dopo l'accettazione delle sofferenze odierne, e il suo tema principale è la consolazione. Secondo Rhian Daly di NME, nella maggior parte di Be il gruppo "cerca di trovare qualcosa a cui aggrapparsi, stringendo i piccoli momenti di felicità ovunque si riesca a trovarli", descrivendo i diversi umori provati durante la pandemia, come esaurimento, determinazione e gioia. Cantato sia in coreano che in inglese, musicalmente esplora differenti generi pop e inizia lentamente, acquistando maggior ritmo nella seconda metà. Life Goes On è una traccia alternative hip hop nella cui base strumentale è presente una chitarra acustica, e i testi parlano della frustrazione per la stasi causata dalla situazione sanitaria, esprimendo contemporaneamente un senso di speranza nel verso "come un'eco nella foresta / il giorno tornerà / come se niente fosse successo / sì – la vita continua". In Fly To My Room, una canzone funk costruita attorno ad una progressione armonica all'organo gospel, Suga, J-Hope, Jimin e V, i suoi soli interpreti, festeggiano la possibilità di viaggiare comunque grazie a ricordi, Zoom e televisione. Blue & Grey è una pop ballad sulla depressione e la solitudine, originariamente scritta per il primo mixtape di V, mentre Dis-ease rientra nel genere old school hip hop e trasmette un messaggio di forza, oltre a contenere giochi di parole con diversi tipi di malattie, come la dipendenza dal lavoro dei BTS. Il disorientamento causato dal tempo libero imprevisto è affrontato in Telepathy, che ha un ritmo funky con un beat ispirato agli anni Settanta. RM, Jin e Jung Kook eseguono Stay, un pezzo future house con bassi pesanti che esprime ottimismo nei confronti del futuro, e che Jung Kook aveva previsto di includere nel suo primo mixtape prima di decidere di inserirlo in Be. Dynamite, appartenente alla disco music, chiude l'album esprimendo il desiderio di trascorrere una serata di divertimento e gioia. Il posizionamento di quest'ultima canzone in vetta alla classifica Billboard Hot 100 è l'argomento delle conversazioni contenute in Skit.

## Promozione
Dopo una serie di esibizioni di Life Goes On e Dynamite a cerimonie di premiazione ed eventi musicali nel corso del 2020, i BTS hanno eseguito per la prima volta alcune delle altre canzoni di Be il 23 febbraio 2021 durante una puntata speciale di MTV Unplugged intitolata MTV Unplugged Presents: BTS, diventando i primi artisti coreani ad apparire nel programma. Ciascuna performance della scaletta – composta da Telepathy, Blue & Grey, Life Goes On, Dynamite e una cover di Fix You dei Coldplay – è stata girata su un set differente ispirato all'atmosfera del pezzo, e durante Life Goes On e Dynamite il gruppo è stato accompagnato dal quartetto dei Ghost, che ha suonato i due pezzi live a batteria, chitarra, basso e tastiera. L'esecuzione dei BTS è stata accolta positivamente dai media: Bryan Rolli di Forbes ha ritenuto che dimostrasse che, anche eliminando le coreografie e i fuochi d'artificio, restassero "sette dei cantanti più carismatici e talentuosi della musica pop", sottolineando il falsetto di Jimin in Blue & Grey, e Jeff Benjamin su Variety ha lodato le armonie in Life Goes On e Fix You. Quest'ultima è stata scelta sia da Rolling Stone India che da Brian Hiatt di Rolling Stone come momento saliente dell'episodio.

## Accoglienza
| Recensione       | Giudizio |
| ---------------- | -------- |
| All Music        |          |
| The Arts Deks    |          |
| Clash            | 7/10     |
| Consequence      | B+       |
| Evening Standard |          |
| Exclaim!         | 9/10     |
| The Independent  |          |
| IZM              |          |
| Laut.de          |          |
| NME              |          |
| Pitchfork        | 7/10     |
| Rolling Stone    |          |
| Slant Magazine   |          |

Be ha ricevuto recensioni positive dai critici, la maggior parte dei quali l'ha ritenuto autentico, mentre un paio poco rischioso. Per August Brown del Los Angeles Times è un "LP ordinato, riflessivo e modesto sulla resilienza" che "colpisce una nota che è abbastanza difficile da catturare oggi: è speranzoso", con Blue & Grey come "una delle canzoni esemplari dell'era del 'pop pandemico'". Rhian Daly di NME l'ha descritto come "l'incapsulamento musicale finora più accurato delle montagne russe che è la vita pandemica; un minuto traboccante di gioia, il successivo svogliata e infelice, un altro tornando lentamente a una linea basale neutra", giudicando che raggiungesse "il perfetto equilibrio tra incoraggiamento e rassicurazione" e scegliendo Blue & Grey come canzone "più devastante" dell'opera; ha inoltre definito l'esplorazione di diversi generi musicali "un trionfo". Annabel Nugent ha condiviso un parere simile su The Independent, ritenendo che, nonostante la durata inferiore alla mezz'ora, il gruppo riuscisse comunque a "guizzare tra gli stili", e ha indicato Blue & Grey e Dis-ease come tracce di spicco. Per Tim Chan di Rolling Stone, Be è un disco in cui il settetto "sfoggia la propria versatilità", specialmente in Fly To My Room. Per la stessa testata, Brian Hiatt l'ha definito "il lavoro più disteso e maturo della loro carriera". Verónica A. Bastardo di The Quietus ha reputato che "fa da cronaca di ciò che è stato il 2020 durante il lockdown: un anno di incertezza, ansia, depressione e frustrazione", comunicando anche speranza per il futuro, con Life Goes On che "cattura perfettamente l'essenza dell'album". Jochan Embley dell'Evening Standard l'ha descritto come "un album che indulge nei suoi sentimentalismi strappalacrime tanto quanto sembra fortemente determinato a farli sparire ballando", lodandone la produzione e le esecuzioni vocali "quasi impeccabili". Analogamente, Peter Quinn di The Arts Desk ha apprezzato "i grandiosi arrangiamenti vocali che passano dal rap al falsetto angelico in un batter d'occhio" creando una "tavolozza vocale straordinariamente varia" in Life Goes On, mentre Aja Romano di Vox ha parlato dell'album come di "una litania senza interruzioni di hit intese a commemorare e celebrare il superamento della pandemia di COVID-19". Emma Saletta di MTV l'ha definito "un profondo faro di speranza per il futuro", e Jeff Benjamin, su Rolling Stone, ha commentato che "offre qualcosa di più intimo, confortante e onesto, ma non meno rallegrante" di Dynamite, percependolo come "più maturo ma anche completamente riconducibile ai loro ascoltatori". In una recensione positiva per All Music, Neil Z. Young ha parlato di Be come di "un'istantanea esperta del tempo e del luogo, un documento di un evento mondiale che riesce a rafforzare la loro connessione con i loro ascoltatori e spingere in avanti la loro arte canora con attenzione, cuore e umanità", creando "una colonna sonora sentita e stimolante all'isolamento pandemico". Esquire l'ha incluso tra i dischi migliori dell'anno.
Mary Siroky di Consequence ha valutato positivamente l'album, reputando che si distinguesse dagli altri dischi del gruppo per la partecipazione di ciascun membro alla sua realizzazione; ha inoltre segnalato Dis-ease come traccia migliore, scrivendo che ha "forse il miglior pre-ritornello pop dell'anno, e le melodie più seducenti del gruppo dai tempi di Boy with Luv", mentre ha espresso dubbi sulla capacità di Life Goes On di restare impressa negli ascoltatori. In una recensione del 2022, ha scritto che "Aperto dalla dolce Life Goes On e chiuso dall'effervescente Dynamite, Be è un piccolo scrigno del tesoro che vale la pena rivisitare ancora e ancora". Dani Blum, su Pitchfork, ha apprezzato la prima metà dell'album, ma ha trovato che "l'equilibrio intricato di confessione e consolazione più avanti si dissipa". Su Slant Magazine, Sophia Ordaz ne ha fatto una recensione più contrastante, ritenendo che mancasse di attrattiva per il grande pubblico; Malvika Padin di Clash ha condiviso un'opinione simile, trovandolo "molto più semplice" delle loro opere precedenti ma "ugualmente confortante", configurandosi come "una raccolta di tracce personali e in cui riconoscersi che li spoglia del loro splendore accecante da idol, sostituendolo con un caldo bagliore di umanità". Al contrario, Eva Zhu di Exclaim! ha valutato che l'atmosfera "più realistica e rilassata" rispetto ai dischi precedenti potesse attirare nuovi fan alla ricerca di musica in cui ritrovarsi, mettendo particolarmente in luce i testi di Blue & Grey e lodando il gruppo per aver cantato apertamente di problemi legati alla salute mentale. Yannik Gölz di Laut.de ha invece stroncato Be, giudicandolo mediocre e noioso, a parte Dis-ease e Dynamite.

## Tracce
1. Life Goes On – 3:27 (Pdogg, RM, Ruuth, Chris James, Antonina Armato, Suga, J-Hope)
2. Suga, J-Hope, Jimin e V – Fly To My Room (내 방을 여행하는 법?, Nae bang-eul yeohaenghaneun beopLR; lett. "Il modo per viaggiare per la mia stanza") – 3:42 (Cosmo's Midnight, Joe Femi Griffith, RM, Suga, J-Hope)
3. Blue & Grey – 4:15 (Park Ji-soo, Levi, V, Hiss Noise, Suga, RM, J-Hope, Metaphor)
4. Skit – 3:00 (RM, Jin, Suga, J-Hope, Jimin, V, Jung Kook)
5. Telepathy (잠시?, JamsiLR; lett. "Per un momento") – 3:22 (Suga, El Capitxn, Hiss Noise, RM, Jung Kook)
6. Dis-ease (병?, ByeongLR) – 4:00 (J-Hope, Ivan Jackson Rosemberg, Ghstloop, RM, Pdogg, Suga, Jimin)
7. RM, Jin e Jung Kook – Stay – 3:25 (Arston, Jung Kook, RM, Jin)
8. Dynamite – 3:19 (David Stewart, Jessica Agombar)

## Formazione
Crediti tratti dalle note di copertina dell'album.
Gruppo
- Jin – voce, scrittura (tracce 4, 7), produzione (traccia 4)
- Suga – rap, scrittura (tracce 1-6), arrangiamento rap (tracce 2-3, 5-6), registrazione (tracce 2-3, 5-6), produzione (traccia 4)
- J-Hope – rap, scrittura (tracce 1-4, 6), arrangiamento rap (tracce 2-3, 5-6), registrazione (tracce 2-3, 5-6), produzione (traccia 4)
- RM – rap, testi[67] (tracce 1-7), registrazione (tracce 1, 3, 5-7), arrangiamento rap (tracce 3, 5-7), produzione (traccia 4), controcanto (traccia 7)
- Jimin – voce, controcanto (traccia 2), scrittura (tracce 4, 6), produzione (traccia 4)
- V – voce, controcanto (traccia 2), produzione (tracce 3-4), scrittura (tracce 3-4)
- Jung Kook – voce, scrittura (tracce 4-5, 7), produzione (traccia 4), controcanto (tracce 5-7)

Produzione
- Adora – controcanto (traccia 5)
- Jessica Agombar – scrittura (traccia 8)
- Jenna Andrews – produzione vocale (traccia 8)
- Antonina Armato – scrittura (traccia 1)
- Arston – produzione (traccia 7), scrittura (traccia 7), tastiera (traccia 7), percussioni (traccia 7)
- Brasstracks – produzione (traccia 6)
- Stewart Brock – gang vocal (traccia 7)
- Cosmo's Midnight – produzione (traccia 2), scrittura (traccia 2)
- Duane Benjamin – orchestrazione voci (traccia 2)
- DJ Friz – scratch (traccia 6)
- El Capitxn – produzione (traccia 5), scrittura (traccia 5), tastiera (traccia 5), gang vocal (traccia 5)
- Frants – gang vocal (traccia 5)
- Chris Gehringer – mastering
- Șerban Ghenea – missaggio (traccia 8)
- Ghstloop – editing digitale (tracce 2, 6), gang vocal (traccia 5), scrittura (traccia 6), co-produzione (traccia 6), tastiera (traccia 6), sintetizzatore (traccia 6), programmazione (traccia 6), tamburi aggiuntivi (traccia 6)
- Max Lynedoch Graham (Arcades) – gang vocal (traccia 7)
- Joe Femi Griffith – scrittura (traccia 2), controcanto (traccia 2)
- Josh Gudwin – missaggio (traccia 1)
- John Hanes – assistenza al missaggio (traccia 8)
- Hiss Noise – produzione (tracce 3, 5), scrittura (tracce 3, 5), tamburi (traccia 3), editing digitale (tracce 3, 5, 7), sintetizzatore (traccia 5), gang vocal (traccia 5), registrazione (traccia 5)
- Bob Horn – missaggio (traccia 2)
- Ivan Jackson – tastiera (traccia 6), chitarra (traccia 6), basso (traccia 6), programmazione (traccia 6)
- Chris James – scrittura (traccia 1)
- Jung Woo-young – gang vocal (traccia 5), registrazione
- James Keys – controcanto (traccia 2)
- Kim Cho-rong – registrazione
- Kim Ji-yeon – registrazione
- Lee Yeon-soo – registrazione (traccia 2)
- Levi – produzione (traccia 3), scrittura (traccia 3)
- Ken Lewis – missaggio (traccia 6)
- Cosmo Liney – basso (traccia 2)
- Patrick Liney – tastiera (traccia 2)
- John McEwan – gang vocal (traccia 7)
- Elijah Merritt-Hitch – assistenza al missaggio (traccia 1)
- Metaphor – scrittura (traccia 3)
- Nobody – basso (traccia 5)
- Marie Ortinau – gang vocal (traccia 7)
- Park Ji-soo – produzione (traccia 3), scrittura (traccia 3), chitarra (traccia 3), piano (traccia 3), archi (traccia 3), clarinetto (traccia 3), tamburi (traccia 3)
- Park Jin-se – registrazione
- Pdogg – produzione (traccia 1), scrittura (tracce 1, 6), tastiera (tracce 1, 6), sintetizzatore (tracce 1, 6), arrangiamento voci (tracce 1-3, 5-7), arrangiamento rap (tracce 1), registrazione (tutte le tracce), editing digitale (traccia 1), missaggio (traccia 4), produzione aggiuntiva (traccia 6), programmazione (traccia 6)
- Juan "Saucy" Peña – ingegneria vocale (traccia 8)
- Conor Rayne – tamburi (traccia 6)
- Erik Reichers – registrazione (traccia 2)
- James F. Reynolds – missaggio (traccia 7)
- Dominic Rivinius – assistenza al missaggio (traccia 6)
- Ivan Jackson Rosemberg – scrittura (traccia 6)
- Randy Runyon – chitarra (traccia 6)
- Ruuth – scrittura (traccia 1)
- The Singingforbonez Singers (Kenna Ramsey, Meloney Collins, Dedrick Bonner e Loren Smith) – coro (traccia 2)
- Slow Rabbit – gang vocal (traccia 5)
- Son Yoo-jung – registrazione (traccia 5)
- David Stewart – produzione (traccia 8), scrittura (traccia 8), controcanto (traccia 8), batteria (traccia 8), percussioni (traccia 8), basso (traccia 8), basso synth (traccia 8), sintetizzatore (traccia 8), pad (traccia 8), piano (traccia 8), chitarre elettriche (traccia 8), corni programmati (traccia 8), archi programmati (traccia 8)
- Summergal – editing digitale (tracce 2, 6-7), gang vocal (traccia 5)
- Max Thomson (Arcades) – gang vocal (traccia 7)
- Johnny Thurkell – corni dal vivo (traccia 8)
- Heidi Wang – assistenza al missaggio (traccia 1)
- Yang Chang-won – registrazione
- Yang Ga – missaggio (tracce 3, 5)
- Young – chitarra (traccia 5)

## Successo commerciale
In Corea del Sud, l'album ha venduto 2 019 073 copie nei primi due giorni di disponibilità, classificandosi direttamente in prima posizione sulla Gaon Album Chart riferita al periodo 15-21 novembre 2020. È stato il secondo disco più venduto dell'anno con 2 692 022 copie e il 7 gennaio 2021 ha ricevuto la doppia certificazione Million. Il successivo 11 marzo gli è stato conferito il triplo Million.
Negli Stati Uniti ha fatto il suo ingresso in vetta alla Billboard 200, diventando il loro quinto album numero uno e rendendoli il primo gruppo dopo i Beatles nel biennio 1966-1968 a classificarsi per cinque volte alla prima posizione della classifica. Ha venduto 242 000 unità in una settimana, di cui 177 000 copie pure fisiche e digitali, 30 000 stream-equivalent albums risultanti da 48,56 milioni di riproduzioni in streaming delle varie tracce, e 35 000 track-equivalent albums equivalenti a circa 350 000 vendite digitali dei singoli brani. Tutte le canzoni, esclusa Skit, sono entrate nella Billboard Hot 100, con Life Goes On prima, Dynamite terza, Blue & Grey tredicesima, Stay ventiduesima, Fly To My Room sessantanovesima, Telepathy settantesima e Dis-ease settantaduesima. A fine febbraio 2021 è tornato in top 10, salendo dalla 74ª alla 7ª posizione, vendendo 28 000 copie durante la prima settimana di disponibilità dell'edizione Essential.
Nella Official Albums Chart britannica Be ha debuttato al 2º posto con 19 562 copie, segnando il loro quinto ingresso in top 10 in due anni e mezzo, mentre è entrato al primo posto nella classifica irlandese, diventando il loro secondo album numero uno in Irlanda. In Francia ha esordito in seconda posizione con 11 200 copie pure.
In Giappone è stato il settimo disco del gruppo ad arrivare in cima alla classifica Oricon, vendendo 191 000 copie nella settimana riferita al periodo 23-29 novembre 2020.
Be è stato il quarto disco di maggior successo a livello globale nel 2020 secondo la International Federation of the Phonographic Industry, e il secondo più venduto considerando soltanto le copie pure accumulate (2,7 milioni di dischi fisici e digitali).

## Classifiche

### Classifiche settimanali
| Classifica (2020-23) | Posizione massima |
| -------------------- | ----------------- |
| Australia            | 2                 |
| Austria              | 4                 |
| Belgio (Fiandre)     | 3                 |
| Belgio (Vallonia)    | 1                 |
| Canada               | 1                 |
| Corea del Sud        | 1                 |
| Croazia              | 6                 |
| Danimarca            | 1                 |
| Finlandia            | 2                 |
| Francia              | 2                 |
| Germania             | 4                 |
| Giappone             | 1                 |
| Grecia               | 47                |
| Irlanda              | 1                 |
| Islanda              | 14                |
| Italia               | 2                 |
| Lituania             | 1                 |
| Nuova Zelanda        | 1                 |
| Norvegia             | 1                 |
| Paesi Bassi          | 2                 |
| Polonia              | 1                 |
| Portogallo           | 1                 |
| Regno Unito          | 2                 |
| Repubblica Ceca      | 5                 |
| Slovacchia           | 5                 |
| Spagna               | 2                 |
| Stati Uniti          | 1                 |
| Svezia               | 3                 |
| Svizzera             | 2                 |
| Ungheria             | 4                 |

### Classifiche di fine anno
| Classifica (2020) | Posizione |
| ----------------- | --------- |
| Belgio (Vallonia) | 127       |
| Corea del Sud     | 2         |
| Francia           | 142       |
| Italia            | 96        |
| Polonia           | 43        |
| Portogallo        | 4         |
| Spagna            | 53        |
| Svizzera          | 76        |
| Ungheria          | 56        |
| Classifica (2021) | Posizione |
| Belgio (Fiandre)  | 90        |
| Belgio (Vallonia) | 134       |
| Corea del Sud     | 10        |
| Francia           | 124       |
| Germania          | 72        |
| Portogallo        | 11        |
| Stati Uniti       | 40        |
| Svizzera          | 61        |
| Ungheria          | 56        |

## Riconoscimenti
- Circle Chart Music Award[130]
  - 2021 – Album dell'anno - quarto trimestre
- Golden Disc Award[131]
  - 2022 – Bonsang - sezione album
  - 2022 – Daesang - sezione album
- Melon Music Award[132]
  - 2021 – Candidatura Album dell'anno
- Mnet Asian Music Award[133]
  - 2021 – Album dell'anno